# أسماك فانوسية
الأسماك الفانوسية (الاسم العلمي: Myctophidae) هي فصيلة من الأسماك تتبع رتبة فانوسيات الأنوف من طائفة الشعاعيات الزعانف.
ويسمّى أيضًا سمك المشكاة اسم لمجموعة كبيرة من السمك الصغير تصدر الضوء البارد، يوجد أكثر من 1,000 نوع من الأسماك الضوئية، يعيش معظمها، بما فيها سمك الفانوس، في الأعماق السحيقة للبحار المفتوحة في كافة أرجاء العالم.
يوجد أكثر من 230 نوعًا من سمك المشكاة. ويبلغ طول معظم سمك المشكاة المكتمل النمو أقل من 15سم. ولكلّ نوع من هذه الأسماك ترتيب مختلف للفوتوفورات. وتكون السَّمكة غير مرئية من الأسفل لأنّ توهّجها من جانبها السّفلي يماثل مستويات ضوء سطح البحر المضاء بأشعة الشمس أو ضوء القمر. وبالإضافة إلى ذلك، تنسجم ظهور أسماك المشكاة غير المضاءة مع ظلام أعماق المياه ولذلك، فهي غير مرئية لأعدائها من فوقها. تشكّل سمكة المشكاة عادة أفواجًا يمكن أن تتألف من مئات الألوف. وتوجد في الأعماق السّحيقة خلال النهار، وتهاجر إلى أعماق أقل عمقًا خلال الليل.